# Jan Ziobro
Jan Ziobro [ˈjan ˈʑɔbrɔ] (* 24. Juni 1991 in Rabka-Zdrój) ist ein ehemaliger polnischer Skispringer. Er sprang für den WKS Zakopane.

## Werdegang
Seinen ersten internationalen Auftritt hatte Ziobro als 15-Jähriger bei einem FIS-Cup-Springen im schweizerischen Einsiedeln. In diesem Wettbewerb bewegte er sich auch in den nächsten Jahren, ehe er am 23. Januar 2010 erstmals im österreichischen Bischofshofen in einem Continental-Cup-Springen eingesetzt wurde. Seither springt er überwiegend in dieser zweitklassigen Wettkampfserie.
Nachdem Ziobro im Sommer 2011 im Sommer-Grand-Prix bei den Springen in Hakuba und Almaty seine ersten Punkte auf höherer Ebene sammelte, konnte er sich am 27. November 2011 im finnischen Kuusamo zum ersten Mal in seiner Karriere für ein Weltcupspringen qualifizieren, als 46. verpasste er die Punkteränge jedoch deutlich. Am selben Tage stand er auch zum bisher einzigen Mal in der polnischen Equipe für ein Mannschaftsspringen und belegte mit seinen Teamkollegen den siebenten Rang. Bis zum Jahresende 2011 konnte er noch an vier weiteren Weltcupspringen teilnehmen, ohne jedoch in die Punkteränge vorzustoßen – seine beste Platzierung war ein 39. Rang am 3. Dezember 2012 in Lillehammer. Im Kalenderjahr 2012 wurde er lediglich im Januar im heimischen Zakopane einmal für die nationale Gruppe des dortigen Weltcupspringens nominiert, scheiterte aber bereits in der Qualifikation, ansonsten sprang er lediglich im Continental Cup, in dem er am 27. September in Engelberg als Dritter seine erste Podestplatzierung erreichte. Erst bei den Springen Anfang 2013 in Polen bekam er – erneut über die nationale Gruppe – wieder die Chance, sich für Weltcupspringen zu qualifizieren. Beim Springen in Wisła scheiterte er noch in der Qualifikation, am 12. Januar 2013 in Zakopane profitierte er dann aber von der Disqualifikation des Tschechen Lukáš Hlava, rückte auf den 40. Rang der Qualifikation vor und damit gerade noch so in den Wettbewerb. Dort ersprang er sich als 20. seine ersten elf Weltcuppunkte. Zurück im Continental Cup erzielte er am 8. März 2013 in Vikersund mit Rang zwei sein bisher bestes Ergebnis in dieser Wettkampfserie.
Auf der Großschanze in Zakopane sicherte sich Ziobro am 8. September 2013 seinen ersten nationalen Meistertitel.
Am 21. Dezember 2013 feierte er seinen ersten Weltcupsieg auf der Gross-Titlis-Schanze in Engelberg und bestätigte diesen Erfolg mit dritten Platz am Folgetag auf derselben Schanze. Bei seinen ersten Olympischen Winterspielen 2014 in Sotschi sprang er von der Normalschanze auf den 13. Platz, bevor er von der Großschanze 15. wurde. Mit seinen Mannschaftskollegen Maciej Kot, Piotr Żyła und Kamil Stoch verpasste er im abschließenden Teamspringen nur knapp eine Medaille und wurde Vierter.
Am 10. Januar 2015 feierte Ziobro in Wisła auf der Malinka seinen ersten Continental-Cup-Sieg. Am 13. Februar 2017 gewann Ziobro in Pyeongchang überraschend die Qualifikation für das einen Tag später folgende Weltcup-Springen, in dem er 30. wurde.
Im Januar 2018 teilte Ziobro mit, dass er seine Karriere vorläufig unterbricht. Er verband dies mit heftigen Vorwürfen gegen die Verantwortlichen des polnischen Skiverbandes, die ihn nicht für anstehende Wettbewerbe im Continental Cup nominiert hatten. Ziobro nahm seitdem an keinen internationalen Wettbewerben teil.

## Erfolge

### Weltcupsiege im Einzel
| Nr. | Datum             | Ort       | Typ         |
| --- | ----------------- | --------- | ----------- |
| 1.  | 21. Dezember 2013 | Engelberg | Großschanze |

### Continental-Cup-Siege im Einzel
| Nr. | Datum           | Ort   | Typ         |
| --- | --------------- | ----- | ----------- |
| 1.  | 10. Januar 2015 | Wisła | Großschanze |

## Statistik

### Weltcup-Platzierungen
| Saison  | Platz | Punkte |
| ------- | ----- | ------ |
| 2012/13 | 65.   | 011    |
| 2013/14 | 25.   | 312    |
| 2014/15 | 50.   | 055    |
| 2016/17 | 31.   | 122    |

### Grand-Prix-Platzierungen
| Saison | Platz | Punkte |
| ------ | ----- | ------ |
| 2011   | 56.   | 025    |
| 2013   | 11.   | 221    |
| 2014   | 62.   | 018    |
| 2015   | 17.   | 146    |
| 2016   | 49.   | 041    |

### Schanzenrekorde
| Ort       | Land    | Weite               | aufgestellt am    | Rekord bis        |
| --------- | ------- | ------------------- | ----------------- | ----------------- |
| Engelberg | Schweiz | 141,0 m (HS: 137 m) | 21. Dezember 2013 | 19. Dezember 2014 |